# ボイジャーのゴールデンレコード

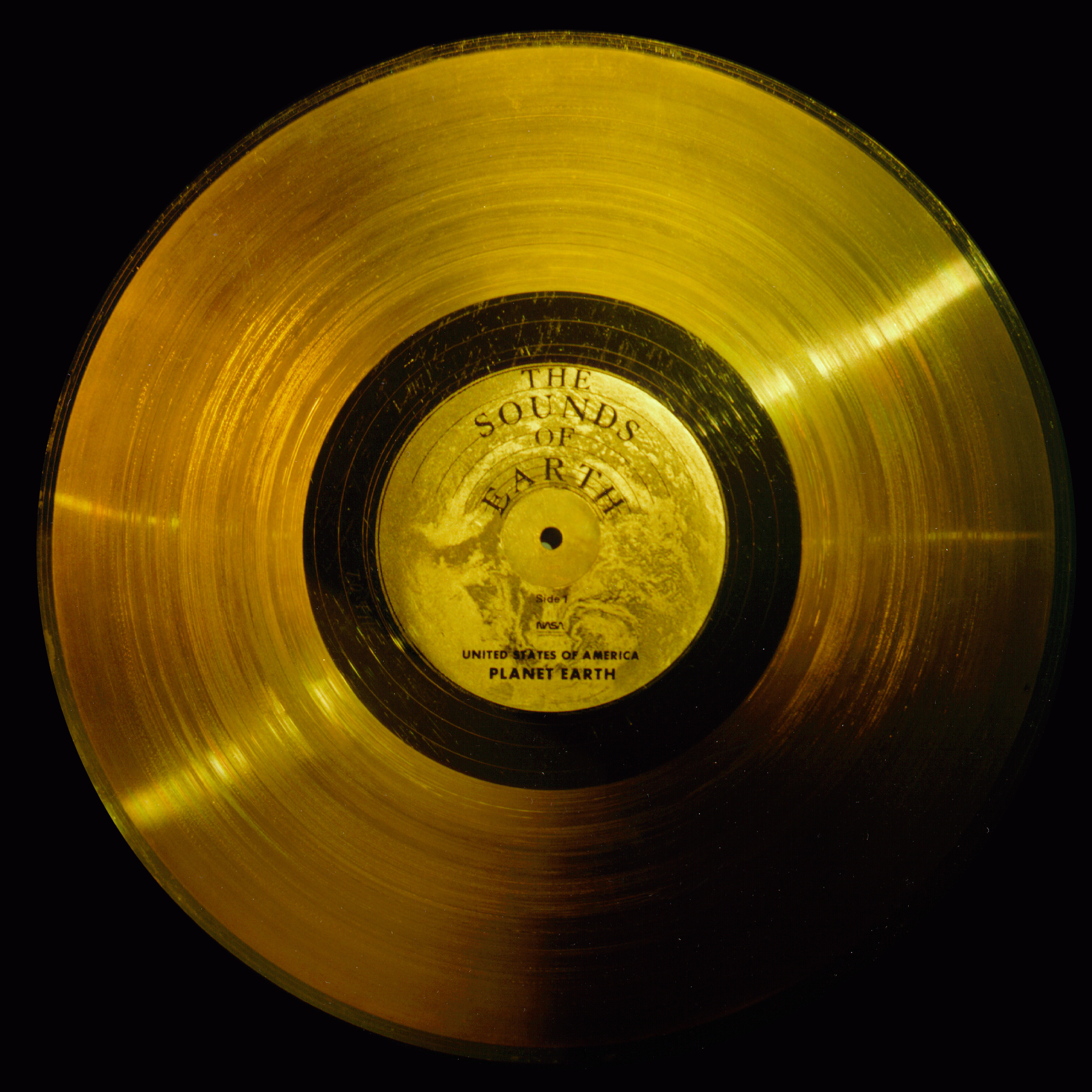
ボイジャーのゴールデンレコード

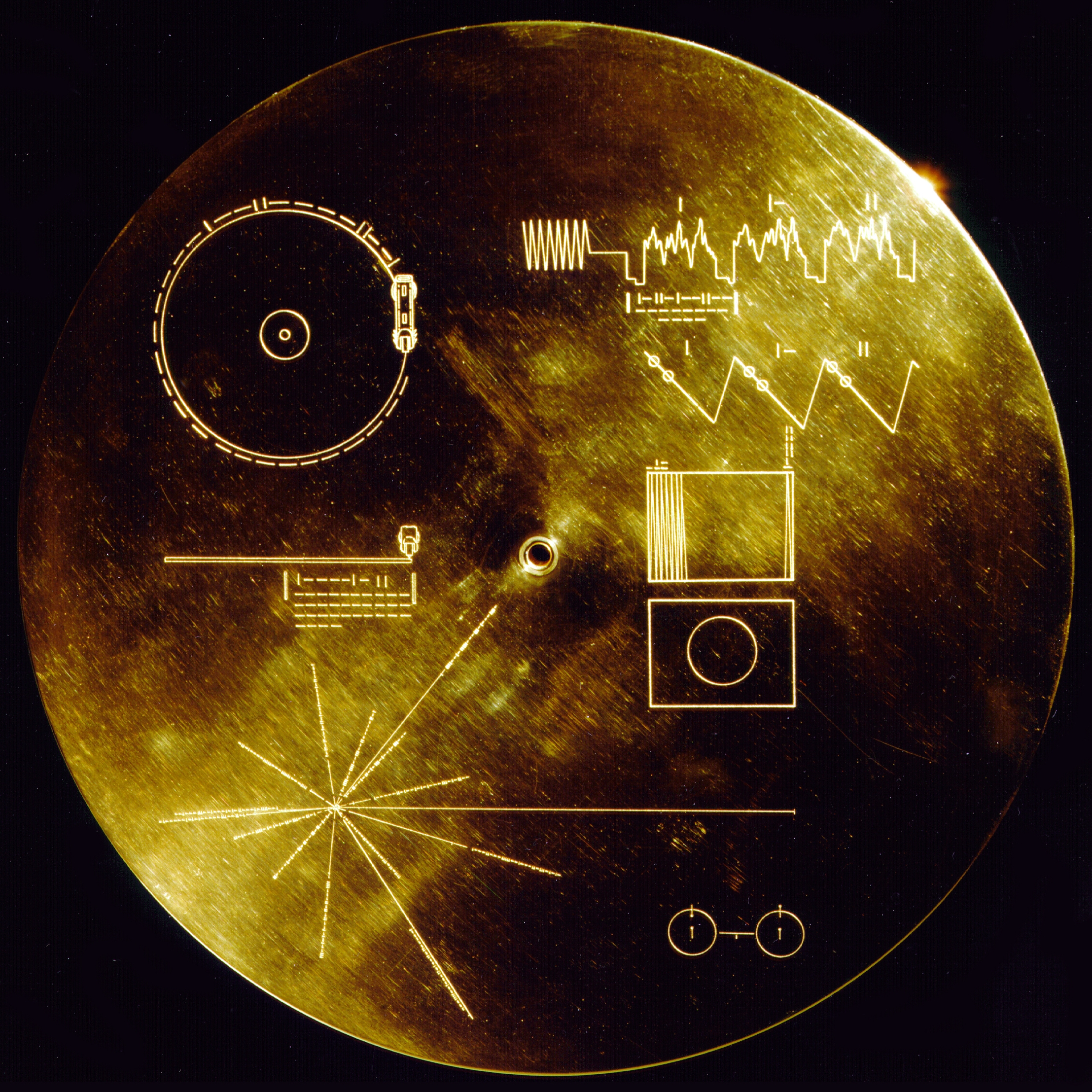
ボイジャーのゴールデンレコードのジャケット

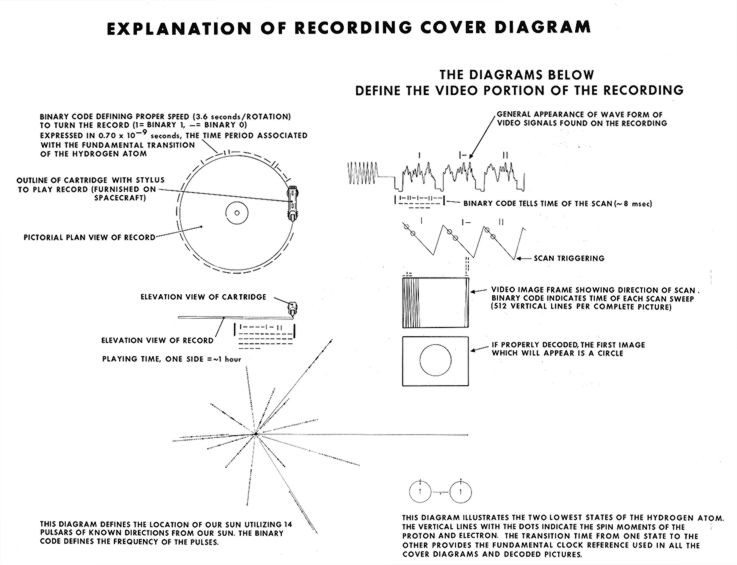
ジャケットに描かれた図の解説

ボイジャーのゴールデンレコード (Voyager Golden Record)、またはボイジャー探査機のレコード盤とは、1977年に打ち上げられた2機のボイジャー探査機に搭載されたレコードである。パイオニア探査機の金属板に続く、宇宙探査機によるMETI(Messaging to Extra-Terrestrial Intelligence)=Active SETI（能動的な地球外知的生命体探査）の例である。
地球の生命や文化の存在を伝える音や画像が収められており、地球外知的生命体や未来の人類が見つけて解読することを期待している。ただし、ボイジャー探査機が太陽以外の恒星近傍（その恒星まで1.6光年離れた地点）へ到達するには4万年を要するため、もしボイジャーの方向に地球外知的生命体がいたとしても、そこに到達するまでには長い時間がかかる。

## 背景
2013年時点で、ボイジャーは海王星軌道以遠に出た3番目と4番目の人工構造物である。1972年、1973年に打ち上げられたパイオニア10号・11号は、遠い未来に宇宙旅行者に発見されたときのために、発射の時刻と場所を記した金属板を積んでいた。
そして、アメリカ航空宇宙局 (NASA) は、ボイジャー1号・2号に、さらに総合的で電子的なメッセージを積載した。それは一種のタイムカプセルで、われわれの世界を異星人に伝えてコミュニケーションを図ったものだった。
| 「                                          | これは小さな、遠い世界からのプレゼントで、われわれの音・科学・画像・音楽・考え・感じ方を表したものです。私たちの死後も、本記録だけは生き延び、皆さんの元に届くことで、皆さんの想像の中に再び私たちがよみがえることができれば幸いです。 | 」 |
| —アメリカ合衆国第39代大統領ジミー・カーター | |    |

レコードは8枚が製造され、うち2枚が探査機（ボイジャー1号と2号）に搭載された。2023年、レコードのマスターテープがサザビーズの競売に掛けられることが決まった。

## 収録内容
レコードに収められた内容は、コーネル大学のカール・セーガンを委員長とする委員会によって決められた。セーガンらは115枚の画像と波、風、雷、鳥や鯨など動物の鳴き声などの多くの自然音を集めた。さらに様々な文化や時代の音楽、55種類の言語のあいさつ、ジミー・カーター大統領と国際連合事務総長クルト・ヴァルトハイムからのメッセージ文なども加えられた。
宇宙探査機パイオニア10号・11号に積んだ金属板に、裸体の男女の線描を載せたことで以前NASAが批判を受けたため、裸の男女の写真や線描、妊娠した裸の女性の写真は許可されず、その代わりに男女のシルエットが収められた。
次の文は、ボイジャーが太陽系外に向けて旅立つにあたり、1977年6月16日にカーター大統領が発した公式コメントの抜粋である。
| 「 | われわれは宇宙に向けてメッセージを送りました。銀河には2000億個もの星があり、いくつかの星には生命が住み、宇宙旅行の技術を持った文明も存在するでしょう。もしもそれらの文明の一つがボイジャーを発見し、レコードの内容を理解することができれば、われわれのメッセージを受け取ってくれるでしょう。われわれはいつの日にか、現在直面している課題を解消し、銀河文明の一員となることを期待します。このレコードではわれわれの希望、われわれの決意、われわれの友好が、広大で畏怖すべき宇宙に向かって示されています。 | 」 |

115の画像はアナログ形式でコード化され、残りの音声情報は16と3分の2回転で再生できるように作られた。
以下が、ゴールデンレコードに収録された55の言語（収録順）である。
| - シュメール語 - 古代ギリシア語 - ポルトガル語 - 広東語 - アッカド語 - ロシア語 - タイ語 - アラビア語 - ルーマニア語 - フランス語 - ビルマ語 - ヘブライ語 - スペイン語 - インドネシア語 | - ケチュア語 - パンジャーブ語 - ヒッタイト語 - ベンガル語 - ラテン語 - アラム語 - オランダ語 - ドイツ語 - ウルドゥー語 - ベトナム語 - トルコ語 - 日本語 - ヒンディー語 - ウェールズ語 | - イタリア語 - シンハラ語 - ズールー語 - ソト語 - 呉語 - アルメニア語 - 朝鮮語 - ポーランド語 - ネパール語 - 中国語（マンダリン） - イラ語（Ila; ザンビアのバントゥー語の一つ） - スウェーデン語 - チェワ語（ニャンジャ語） - グジャラート語 | - ウクライナ語 - ペルシア語 - セルビア語 - オリヤー語 - ガンダ語 - マラーティー語 - 閩南語（廈門方言） - ハンガリー語 - テルグ語 - チェコ語 - カンナダ語 - ラージャスターン語 - 英語 |

以上の『地球の音』のセクションに続けて、90分の音楽が選ばれて収録されている。収録曲は、次のとおり東洋と西洋の古典や様々な民族音楽を含むものである。
| 国                               | 曲                                                                                                   | 作者                                     | 演奏者                                                                                     | 記録者                               | ジャンル         | 収録時間 |
| -------------------------------- | --- | ---------------------------------------- | ------------------------------------------------------------------------------------------ | ------------------------------------ | ---------------- | -------- |
| ドイツ                           | ブランデンブルク協奏曲第2番ヘ長調 第1楽章                                                            | ヨハン・ゼバスティアン・バッハ           | ミュンヘン・バッハ管弦楽団 指揮者 カール・リヒター                                         |                                      | オーケストラ     | 4:40     |
| インドネシア                     | Puspawarna（Kinds of Flowers）                                                                       |                                          | Court gamelan of Pura Paku Alaman directed by K.R.T. Wasitodipuro                          | Robert E. Brown                      | ガムラン         | 4:43     |
| セネガル                         | セネガルの打楽器                                                                                     |                                          |                                                                                            | Charles Duvelle                      | 打楽器           | 2:08     |
| ザイール                         | ピグミーの少女による儀式の歌                                                                         |                                          |                                                                                            | Colin Turnbull                       |                  | 0:56     |
| オーストラリア                   | モーニング・スター（Morning Star）、デビル・バード（Devil Bird）                                     |                                          |                                                                                            | Sandra LeBrun Holmes                 | アボリジニの歌   | 1:26     |
| メキシコ                         | エル・カスカベル（El Cascabel）                                                                      | ロレンソ・バルセラータ                   | ロレンソ・バルセラータ＆マリアッチ・メヒコ                                                 |                                      |                  | 3:14     |
| アメリカ合衆国                   | ジョニー・B・グッド                                                                                  | チャック・ベリー                         | チャック・ベリー                                                                           |                                      | ロックンロール   | 2:03     |
| パプアニューギニア               | Men's house song                                                                                     |                                          |                                                                                            | Robert MacLennan                     |                  | 1:20     |
| 日本、アメリカ合衆国             | 鶴の巣籠り（巣鶴鈴慕）                                                                               |                                          | 山口五郎                                                                                   | エレクトラ・レコード                 | 尺八本曲         | 4:51     |
| ドイツ、ベルギー                 | 無伴奏ヴァイオリンのためのソナタとパルティータ第3番からロンド形式によるガヴォット                    | ヨハン・ゼバスティアン・バッハ           | アルテュール・グリュミオー                                                                 |                                      | ヴァイオリン     | 2:55     |
| オーストリア、ドイツ             | 「魔笛」から「復讐の炎は地獄のように我が心に燃え」                                                   | ヴォルフガング・アマデウス・モーツァルト | エッダ・モーザー（ソプラノ）、バイエルン国立歌劇場、ヴォルフガング・サヴァリッシュ（指揮） |                                      | オペラ           | 2:55     |
| ソビエト連邦                     | Tchakrulo                                                                                            |                                          |                                                                                            | ロシアの声                           | コーラス         | 2:18     |
| ペルー                           | コンドルは飛んでいく                                                                                 | ダニエル・アロミア・ロブレス             |                                                                                            | Casa de la Cultura、リマ             | パンパイプ       | 0:52     |
| アメリカ合衆国                   | メランコリー・ブルース                                                                               |                                          | ルイ・アームストロング                                                                     |                                      | ジャズ           | 3:05     |
| アゼルバイジャン                 | Ugam                                                                                                 |                                          |                                                                                            | Radio Moscow                         | バグパイプ       | 2:30     |
| ロシア、フランス、アメリカ合衆国 | 「春の祭典」から「生贄の踊り」                                                                       | イーゴリ・ストラヴィンスキー             | コロンビア交響楽団、イーゴリ・ストラヴィンスキー（指揮）                                   |                                      | バレエ音楽       | 4:35     |
| ドイツ、カナダ                   | 平均律クラヴィーア曲集第2巻から前奏曲とフーガ ハ長調 BWV 870                                         | ヨハン・ゼバスティアン・バッハ           | グレン・グールド                                                                           |                                      | ピアノ           | 4:48     |
| ドイツ、イギリス                 | 交響曲第5番 (ベートーヴェン)第1楽章                                                                  | ルートヴィヒ・ヴァン・ベートーヴェン     | フィルハーモニア管弦楽団 指揮者 オットー・クレンペラー                                     |                                      | 交響曲           | 7:20     |
| ブルガリア                       | Излел е Делю хайдутин（Izlel je Delyo Hajdutin)                                                      | 伝統音楽                                 | Valya Balkanska                                                                            | Ethel Rain and Martin Koenig         |                  | 4:59     |
| アメリカ合衆国                   | Night Chant                                                                                          | ディネ                                   |                                                                                            | Willard Rhodes                       |                  | 0:57     |
| イギリス                         | ヴァイオルもしくはヴァイオリン属と管楽器のためのパヴァン集、ガリアード集、アルメーン集ならびにエア集 | アントニー・ホルボーン                   | デイヴィッド・マンロウとロンドン古楽コンソート                                             |                                      |                  | 1:17     |
| ソロモン諸島                     | |                                          |                                                                                            | Solomon Islands Broadcasting Service | パンパイプ       | 1:12     |
| ペルー                           | 婚礼歌                                                                                               |                                          |                                                                                            | John Cohen                           |                  | 0:38     |
| 中国                             | 流水                                                                                                 | 伯牙                                     | 管平湖                                                                                     |                                      | 古琴             | 7:37     |
| インド                           | Jaat Kahan Ho                                                                                        |                                          | Surshri Kesar Bai Kerkar                                                                   |                                      | ラーガ、Bhairavi | 3:30     |
| アメリカ合衆国                   | Dark Was the Night, Cold Was the Ground                                                              | ブラインド・ウィリー・ジョンソン         | ブラインド・ウィリー・ジョンソン                                                           |                                      | ブルース         | 3:15     |
| ドイツ、ハンガリー               | 弦楽四重奏曲第13番 (ベートーヴェン) 第5楽章:カヴァティーナ                                           | ベートーヴェン                           | ブダペスト弦楽四重奏団                                                                     |                                      | 弦楽四重奏       | 6:37     |

他に数枚の写真が収められた。

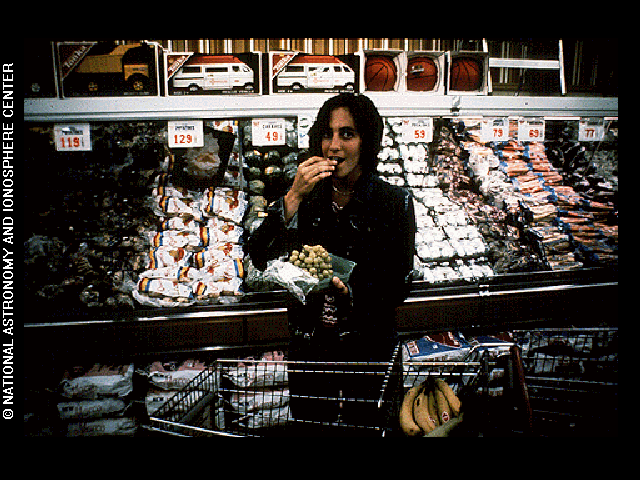
スーパーマーケットの女性
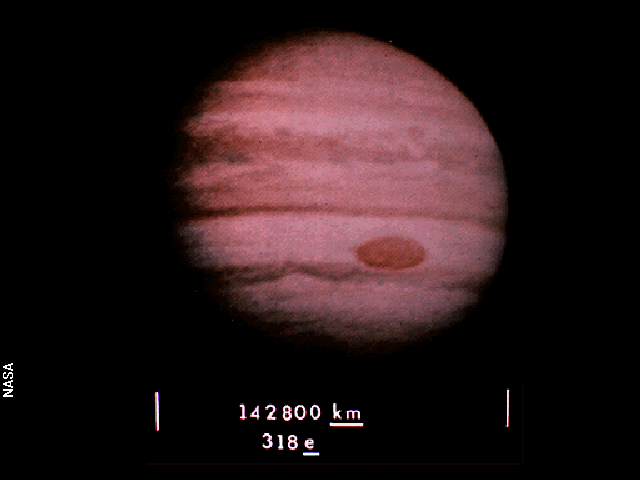
直径を記入した木星
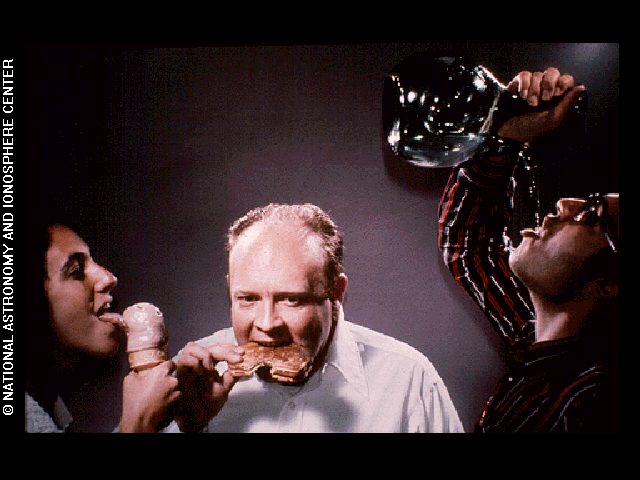
舐める、食べる、飲む仕草を写し、人間の食事の方法を表したもの
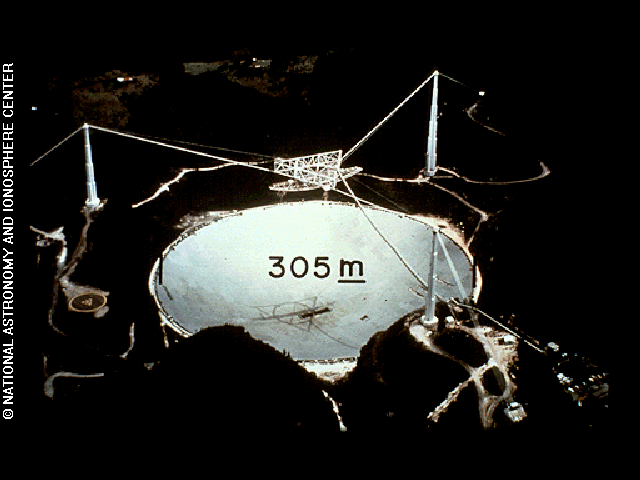
アレシボ天文台とその直径を記入したもの
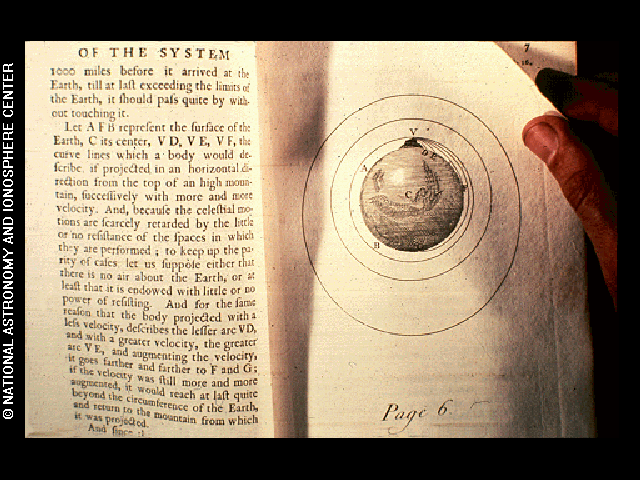
アイザック・ニュートンの『自然哲学の数学的諸原理』第三巻
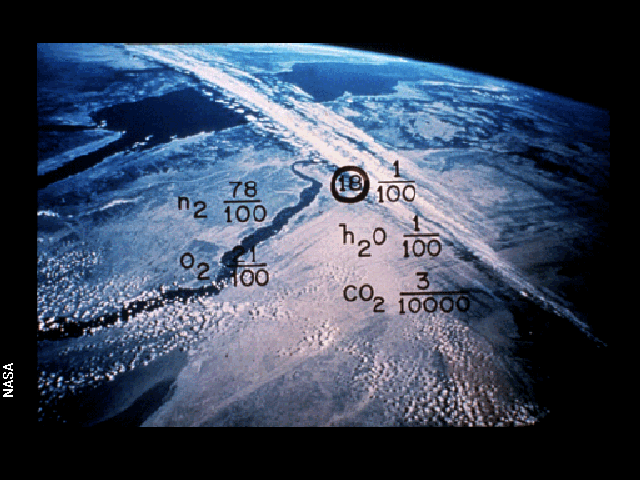
軌道上から見たエジプト・シナイ半島と地球の大気組成を表したもの

レコードに収められた画像は、白黒画像ではあるが、カール・セーガンらが1978年に出版した著書『Murmurs of Earth: The Voyager Interstellar Record』で見ることができる。CD-ROM版も1992年にワーナー・ニュー・メディアから出版された。両方とも絶版であるが、1978年版は多くの大学や公共図書館で読むことができる。
2017年12月にはレコードに収められた音源がCD化され、『THE VOYAGER GOLDEN RECORD』のタイトルでOZMA RECORDSから発売された。
1983年7月、BBCラジオで「Music from a Small Planet」という45分番組が放送され、その中でセーガンらは選考の経緯を説明し、曲の抜粋を紹介した。この番組がBBCのオリジナルなのかアメリカのラジオ局から輸入したものかは明らかではない。
このほか、ラテン語で「困難を通じて天へ（＝困難を乗り越えて星の世界へ、困難を克服して栄光を掴む）」を意味する成句「ad astra per aspera」のモールス信号が収められている。
セーガンは当初、ザ・ビートルズの「ヒア・カムズ・ザ・サン」を収録しようと打診した。メンバーは喜んだが、EMIが許可しなかったため断念することになった。その後の2008年、同バンドの「アクロス・ザ・ユニバース」がNASA創設50周年を記念する通信に用いられた。
日本から選ばれた「鶴の巣篭り」は、日本伝統音楽の中でも高く評価される尺八本曲である。

## レコードの素材
レコード本体は金メッキされた銅製である。レコードカバーはアルミニウム製で、その表面は、超高純度ウラン238で覆われている。ウラン238の半減期は45.1億年で、このレコードを受け取った文明は、同位体組成を解析することにより、いつごろ収録されたかが分かるようになっている。

## 宇宙飛行
ボイジャー1号は1977年に打ち上げられて冥王星軌道を1990年に通過し、2004年11月にヘリオポーズを抜けて太陽系を脱出した。現在は星間にいるが、およそ4万年後にへびつかい座のAC+79 3888まで1.6光年の地点を通過する。一方、ボイジャー2号はおよそ29万6000年後にシリウスまで4.3光年の地点を通過する。
2005年5月、ボイジャー1号は太陽から87億マイルの距離を年間3.5AU（時速61,000km）のスピードで飛行している。2号は太陽から65億マイルの距離を年間3.13AUのスピードで飛行している。
ボイジャー1号はヘリオシースへ突入したが、これは星間ガスの圧力によって太陽風の速度が弱まる地点である。ここでは太陽風の速度が秒速300kmから700kmになり、次第に濃く、熱くなってくる。
カール・セーガンは「宇宙のどこかに宇宙旅行をする技術を持った文明があったときのみ、この宇宙船に積まれたレコードを再生できるだろう。しかし、このボトルメールはこの惑星の住人に希望をもたらすものだ」と記している。

## フィクション作品への登場
- SF映画『スターマン/愛・宇宙はるかに』では、ボイジャーのゴールデンレコードが知的生命体によって解読され、地球の生物を調査するために異星人の一人が地球に送られてくる様子を描いている（ただし、この作品中では収録された「ジョニー・B.グッド」が、ローリング・ストーンズの「サティスファクション」に変更されている）
- ボイジャーとレコードは、アメリカのテレビアニメシリーズ、『フューチュラマ』の「失楽園」という話に登場した。
- アニメ『ビーストウォーズ 超生命体トランスフォーマー』の中では、盗まれたゴールデンディスクが実はボイジャーのゴールデンレコードだったという設定になっている。このディスクはエネルゴンの豊富な地球の場所を記した唯一のものであり、メガトロンの起源についても記されていたため、トランスフォーマーたちに大切にされていた。（ビースト）メガトロンが未来に変身するのを防ぐため、ゴールデンディスクはダイノボットによって破壊された。
- コメディ番組の『サタデー・ナイト・ライブ』では、出演者のスティーヴ・マーティンが異星からの最初のメッセージを受け取ったと発表された。メッセージを解読すると、「チャック・ベリーをもっと送れ」と書いてあった。
- レコードの表紙の一部が劇場版『スタートレック』に登場するヴィジャー (V'ger) の一部として使われた。ヴィジャーの原型である架空のボイジャー6号にはレコードそのものは積まれなかったようだ。
- SFテレビドラマ『Xファイル』第2シーズンの「リトル・グリーン・マン」という話で、宇宙から発信されたと思われる電波の記録がボイジャーのゴールデンレコードのメッセージだった。
- 日本のアニメ『交響詩篇エウレカセブン』の第31話で、グレッグ・イーガン博士の研究室でレコードの複製を見せられる場面が登場する。
- ドラマ『ザ・ホワイトハウス』シーズン5の13話で、ジョシュ・ライマンがブラインド・ウィリー・ジョンソンについて言及した際、ゴールデンレコードについても触れた。
- アニメ『ピンキー&ブレイン』の中で、ブレインがゴールデンレコードのデザインを変更したため、地球の元首がピンキーとブレインになってしまった。レコードを解読した異星人は、地球の責任者と勘違いをしてピンキーとブレインを捕獲してしまった。
- カナダの実験的な詩人であるダレン・ヘンリーはゴールデンディスクを題材とした the tapeworm foundry andor the dangerous prevalence of imagination という前衛的な詩を書いた。
- L・ロン・ハバードのSF小説『バトルフィールド・アース』の中で、レコードを受け取ったサイクロ星人が地球を訪れ、地球が滅ぼされる様子が描かれた。
- ザ・ストロークスの楽曲「You Only Live Once」（アルバム『ファースト・インプレッションズ・オブ・アース』収録）のミュージック・ビデオの中で、このバンドの曲と、さまざまな言語の挨拶、人類の進化、人類生物学、DNAの構造などの内容を含むゴールデンレコードを収め、シリウスに向かう宇宙船が描かれている。フィルムの最後に1977 A.D.という文字が映し出される場面では、1977年のボイジャーの発射と『スター・ウォーズ』の場面が暗にほのめかされている。
- SFコメディ映画『ミラクル・ニール!』では、ゴールデンレコードのメッセージを見た宇宙評議会の面々が、地球人に生きる価値があるかどうかを探るために1人の平凡な中年男性を選び出して何でも願いが叶う力を授けてしまう。
- 日本の漫画家尾瀬あきらの『とべ!人類II』において、宇宙船内における乗組員間の対立が暴力闘争に発展した際、宇宙船がボイジャーと遭遇し、乗組員が対立を一時解いてレコードを回収・解読する場面がある（ただしすぐに闘争は再発）。
- 日本のアニメ『クラシカロイド』第1シリーズの第25話の冒頭で触れられ、ストーリー内で明確な描写はないがゴールデンレコードを聴いたと思われる宇宙人達がハママツ市をはじめ世界中に飛来。地球の音楽をもっと聞きたいがために街中を破壊するなどの騒動を起こすが、８人のクラシカロイド達が奏でるムジーク「大宇宙音楽讃歌No.9 ～交響曲第9番より～」を聞いて満足し、宇宙へ帰って行った。
- 2025年公開のピクサー・アニメーション・スタジオ製作映画『星つなぎのエリオ』では、地球外知的生命体の存在がテーマの1つとなっている。宇宙を旅するボイジャーの姿や、博物館に展示されている複製ゴールデンレコードを再生させるシーン、そしてその音声が、ストーリーに関わっている[3][4]。